# Palacios
Palacios – miasto w Stanach Zjednoczonych, w stanie Teksas, w hrabstwie Matagorda.